# Chinasat 5
O Chinasat 5 (também conhecido por Zhongxing 5 (ZX-5), antigo Spacenet 1) foi um satélite de comunicação geoestacionário que foi construído pela RCA Astro, ele esteve localizado na posição orbital de 115,5 graus de longitude leste e foi operado inicialmente pela Spacenet e posteriormente pela China Satcom. O satélite foi baseado na plataforma Star-30B. O mesmo saiu de serviço em dezembro de 1999.

## Lançamento
O satélite foi lançado com sucesso ao espaço no dia 23 de maio de 1984, por meio de um veiculo Ariane 1 lançado a partir do Centro Espacial de Kourou, na Guiana Francesa. Ele tinha uma massa de lançamento de 1 195 kg.

## Capacidade
O Chinasat 5 era equipado com 18 (mais 3 de reserva) transponders em banda C e 6 (mais um de reserva) em banda Ku.